# 熱拉峰
44°07′30″N 7°23′20″E / 44.12500°N 7.38889°E

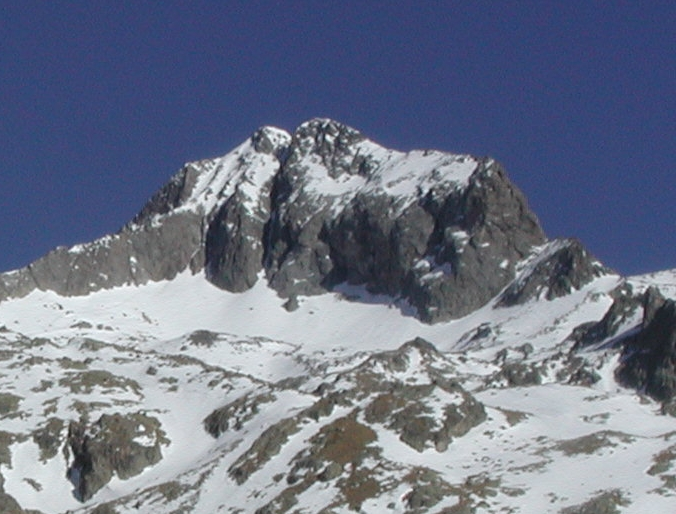

熱拉峰（義大利語：Monte Gelàs），是意大利的山峰，位於該國西北部，由皮埃蒙特大區負責管轄，屬於濱海阿爾卑斯山脈的一部分，海拔高度3,143米，每年平均降雨量1,578毫米，人類在1864年首次登頂。